# Broncofonia
Broncofonia, ou bronquiloquia, é a transmissão anormal dos sons originados dos pulmões ou dos brônquios. Constitue-se em um Sinal observado pelo médico, à auscultação pulmonar. Ao paciente é solicitado que repita por diversas vezes sons cacofônicos, como "trinta e três" , por exemplo, enquanto o médico ausculta diversas áreas simétricas em  cada lado do tórax. 
Normalmente, a voz do paciente vai tornando-se menos audível à medida que o médico ausculta áreas mais periféricas dos pulmões. 
No caso de broncofonia, a voz do paciente permanece perfeitamente audível, em alto tom, mesmo nas áreas mais periféricas do tórax, geralmente em função da presença de consolidação dos tecidos pulmonares, como em consequência de uma pneumonia, bronquiectasia, câncer de pulmão ou outra causa de consolidação pulmonar.
A broncofonia não é diagnóstica, por sí só, mas deve conduzir a investigação mais aprofundada.
Nem sempre é necessário que o paciente emita sons vocalizados para a percepção de broncofonia. Ela pode ser percebida apenas pela auscultação dos sons respiratórios. Neste caso, é descrita como murmúrio vesicular aumentado, que significa que os sons da respiração estão aumentados.